# 페네슈트롬 해협

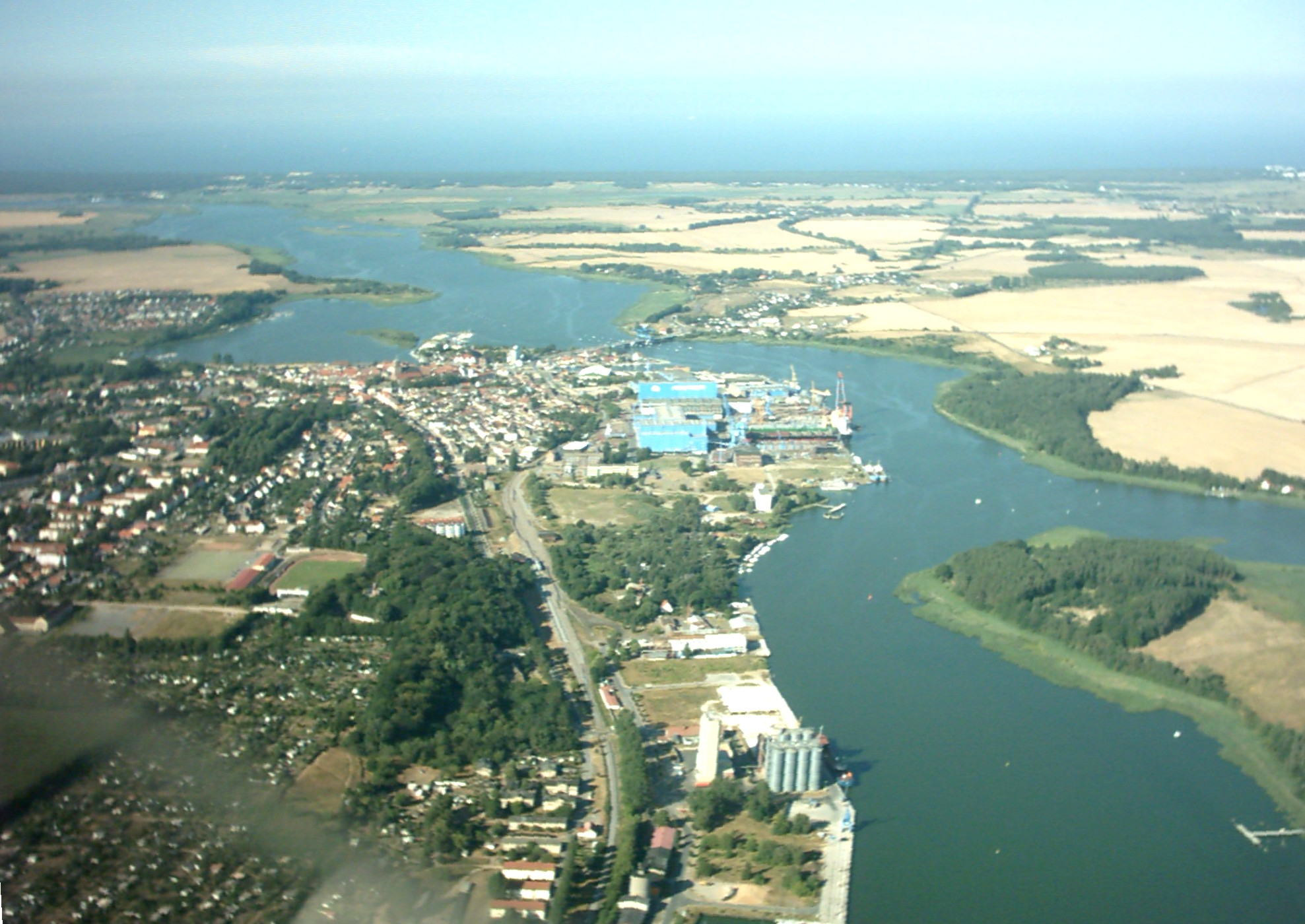
볼가스트(Wolgast)에서 본 페네슈트롬 해협

페네슈트롬 해협(독일어: Peenestrom)은 독일 메클렌부르크포어포메른주에 위치한 강이자 해협으로 길이는 20 km이다. 오데르강을 형성하는 3개의 지류 가운데 하나로서 우제돔섬과 접한다. 시비나강(Świna), 지브나 해협(Dziwna)과 함께 발트해 포메라니아만에 위치한 슈체친 석호 최서단과 연결되어 있다.